# Damien Touya
Damien Touya (La Rochelle, 23 aprile 1975) è uno schermidore francese, vincitore di una medaglia d'oro, una d'argento ed una di bronzo nella scherma ai giochi olimpici.
Proviene da una famiglia di sportivi. Il padre è stato vice presidente della Fédération française d'escrime, ed è il fratello di Anne-Lise Touya e di Gaël Touya.
Inizia la sua formazione sportiva all'Amicale Tarbaise d'Escrime, e nel 1993 raggiunge suo fratello Gaël all'INSEP, che raccoglie l'élite della scherma francese. 

## Palmarès
In carriera ha conseguito i seguenti risultati:
- Giochi olimpici

Atlanta 1996: bronzo nella sciabola ed individuale.
Sydney 2000: argento nella sciabola a squadre.
Atene 2004: oro nella sciabola a squadre.
- Mondiali di scherma

Città del Capo 1997: oro nella sciabola a squadre e bronzo ed individuale.
La Chaux de Fonds 1998: argento nella sciabola a squadre.
Seul 1999: oro nella sciabola a squadre ed individuale.
- Europei di scherma

Limoges 1996: oro nella sciabola individuale.
Bolzano 1999: oro nel sciabola a squadre.